# روشن (شركة)
روشن هي شركة أوكرانية تقوم بتصنيع الحلويات.